# Shangay Lily
Pour les articles homonymes, voir Lily.
Shangay Lily, nom de scène d'Enrique Hinojosa Vázquez, né à Málaga le 1er mars 1963 et mort à Madrid le 11 avril 2016, est une drag queen, militant LGBT et féministe, écrivain et acteur espagnol.

## Biographie
Shangay Lily connaît le succès dans le Madrid nocturne des années 1990, grâce notamment à sa participation au fameux Shangay Tea Dance.
Il collabore aux débuts de la revue Shangay Express, pionnière des publications gratuites pour les gais en Europe.
Il est l'un des premiers à affirmer ouvertement son homosexualité à la télévision espagnole, notamment dans le programme d'Antena 3 Esta noche cruzamos el Mississippi, traitant l'ancien dictateur Franco de « pollila corta » (en français : « toute petite bite »). Il devient un invité récurrent des médias sur le thème du militantisme queer et gay, ainsi sur les droits des femmes en Espagne.
Il débute au cinéma dans la comédie de Manuel Gómez Pereira intitulée Bouche à bouche (1995), avec Javier Bardem et Aitana Sánchez-Gijón.
Dix ans après, en 2005, Shangay Lily réalise le film Santa Miguel de Molina.
En février 2008, Shangay Lily présente, sans succès, sa candidature pour représenter l'Espagne au concours Concours Eurovision de la chanson 2008 avec sa chanson HiperSuperMegaDiva.
En novembre 2010, Shangay Lily fait irruption dans une conférence du leader du Parti populaire, Mariano Rajoy, aux cris de « Basta ya de homofobia en el PP » (en français : « L'homophobie au PP : Assez ! »).
En 2011, Shangay Lily proteste médiatiquement contre la célébration des Journées Mondiales de la Jeunesse de Madrid dans une photographie et une action qui font le tour du monde.
Shangay Lily collabore également à la revue Público,.

## Postérité
- Shangay Lily décède le 11 avril 2016 d'un cancer du pancréas[13].
- Sa sépulture se trouve au cimetière de La Almudena de Madrid[14].